# Diclidia mexicana
Diclidia mexicana es una especie de coleóptero de la familia Scraptiidae.

## Distribución geográfica
Habita en México.